# Canoparmelia norsticticata
Canoparmelia norsticticata är en lavart som först beskrevs av G. N. Stevens, och fick sitt nu gällande namn av Elix & Hale. Canoparmelia norsticticata ingår i släktet Canoparmelia och familjen Parmeliaceae.   Inga underarter finns listade i Catalogue of Life.